# 姜彩荣
姜彩荣（韩语： Kang Chaeyoung，1996年6月8日—）是韩国女子射箭运动员，生于蔚山广域市，曾就读于慶熙大學。

## 生平
姜彩荣小学时开始接触射箭项目，当时在她所就读的小学里，只有射箭一个体育社团。2015年，她开始代表韩国参加国际大赛，她所参加的第一场国际赛事是射箭世界杯上海站比赛，在那场比赛期间她获得三枚金牌。2016年，为了获得奥运资格，她参加了国内选拔赛，最终没能成功进入前三名，无缘里约奥运。2017年，她在墨西哥城举办的世锦赛上获得两枚金牌，同年12月，她获得了京畿道年度最佳运动员奖。2021年代表韩国队参加在日本举行的2020年夏季奥林匹克运动会，在女子团体比赛上获得金牌。

## 外部連結
- 姜彩榮的Instagram帳戶